# Світ птавів
Світ Птавів (англ. World of Ptavvs) — роман, що входить в серію книг «Відомий космос» американського письменника-фантаста Ларрі Нівена.
Ідейним продовженням роману є книга «Дарунок з Землі».

## Сюжет
Книга оповідає про трінта (трінти — одна з рас у романі — антропоморфні істоти, що володіють агресивною силою, спрямованою на керування будь-якими наявними формами розуму) на ім'я Кзанол, який через неполадки на своєму космічному кораблі був змушений спрямувати курс на найближчу фермерську планету-колонію (тобто на Землю), до якої летіти 70 років.
Оскільки він не зміг би прожити на кораблі 70 років, то одягнув спеціальний скафандр, який занурив його у стазис («сповільнююче поле», рід анабіозу з абсолютною недоторканністю). Але до того часу, як він досяг Землі, колонії вже не було і ніхто не зміг його врятувати.
Його знайшли люди в океані приблизно через три мільярди років у скафандрі, але прийняли трінта в стазисі за статую інопланетного походження (цьому сприяла невразливість статуї та її абсолютно дзеркальна поверхня).
Ця «статуя» зберігалася б в музеї ще довгий час, якби не вчений, що працював над теорією подібного поля, і який припустив, що це прибулець у скафандрі і запропонував знайомому телепату спробувати прочитати думки «статуї».
Ларрі Грінберг — професійний телепат, який має великий досвід спілкування з нелюдським розумом. Під час цього телепатичного сеансу у нього  відбулася «зміна особистості», внаслідок цього у нього з'явився другий комплект пам'яті, пам'яті Кзанола, і його мозок розпізнав пам'ять Кзанола як свою власну. Телепат починає сприймати себе за трінта, який «переселився» у людину. Експеримент до того ж розбудив «статую». І відтепер Ларрі має не лише знайти себе, але і відвести загрозу від усієї людської цивілізації. Вони (прибулець і телепат) паралельно викрадають з Землі два міжпланетні кораблі, і вирушають спершу на Нептун, а потім на Плутон, за зброєю, на пошуки Шолома-підсилювача (пристрою, який дозволить трінту підпорядкувати собі всю Землю), втраченого під час аварії корабля Кзанола. За ними у погоню рушають кораблі з Землі і з конкурентного астероїдного кільця.

Небесні тіла, які фігурують у книзі:
- Нептун
- Тритон
- Плутон
- Земля
- Пояс астероїдів
- Церера

## Концепція
- Расу трінтів було згадано у ранішньому творі The Handicapped, що належить до Відомого Космосу (Known Space). Світ Птаввів розкривається тут крізь низку нових аспектів, зокрема підкреслюється що вони не особливо розумні істоти, і їм вдається  будувати свою імперію лише завдяки контролю над більш розумними видами.
- Птавв — це трінт, якому не вистачає телепатичних здібностей. Трінти вважають ганьбою мати птаввів у своїй родині і зазвичай татуюють їх в рожевий колір і продають як рабів.
- Бандерснатчі (Bandersnatchi) — величезні розумні істоти, що складаються з однієї гігантської клітини, і нагадують білих слимаків розміром з гору. Вони були створені нібито як їжа для тварин і приємні для трінтів, але насправді були шпигунами для своїх розробників. Один з підвидів Tnuctipun, дуже розумний вид рабів, навіть підняв повстання проти трінтів. Тільки бандерснатчі пережили війну, оскільки були спеціально розроблені несприйнятливим до контролю над розумом з боку трінтів. Люди зіткнулися з бандерснатчами, коли  колонізували планету Джинкс, і змогли зробити висновок, щодо високого інтелекту бандерснатчів.
- Леррі Грінберг, головний герой твору, який погодився емігрувати з дружиною на планету Джинкс,  щоб допомогти колоністам спілкуватися з бандерснатчами. До кінця оповідання він підвищує свою кваліфікацію, вивчаючи письмову систему трінтв, якою користуються бандерснатчі.
- Культурний релятивізм — Кзанол здається вельми безжальним і жорстоким, сприймаючи як належне своє право поневолити будь-яку істоту, він планує поневолити всю Землю. Але поступово з'ясовується, що він має відносно "ліберальні" погляди, порівняно з традиційними поглядами трінтів, наприклад, його сім'я до своїх рабів ставилася трохи краще, ніж інші трінти. Особливо яскраво його гуманність проявляється коли зіткнувшись з руйнуванням корабля, він вирішує порятувати життя свого раба, який був з ним у кораблі, жоден з інших трінтів цього не зробив би. В кінці книги Грінберг ухвалює безжальне рішення не випускати з поля стазису істоту, з якою він обмінюється за допомогою телепатичного підсилювача, і кинути його на Юпітер на цілу вічність.

## Подібні теми в інших творах
Тема людини-телепата, що "поглинаючи" чужий розум, тим самим набуває різні здібності і збирає інформацію, також була у центрі роману Кліффорда Сімака Що може бути простіше часу?  ( Time is the Simplest Thing).

Тема керування людиною, яка перебуває у стані телепатичного поневолення, а також тема людини, що повертається до недоброзичливо-активного життя на Землі, в теперішній час, після того, як тривалий час провела у сплячці або анабіозі, були використані Джоном Браннером в романі The Atlantic Abomination.

## Відгуки
Альгіс Будріс описав світ птаввів як "енергійний, дотепний і бадьорий," хвалячи Нівена за те, що той "трактує телепатію, як логічне явище".
Рецензент Алан Брінк (Alan Brink) зазначив, що "Нівен зумів дуже ефективно використовувати головоломки. Людина, яка не читала книгу і не знає, хто або що є птавв, після прочитання зрозуміє, що ми самі і є птавви і що Земля чужими очима — це світ птаввів . Успіх цієї книги свідчить про ефективність цікавих прийомів, що використовує Нівен". 
Чарльз Штросс був натхненний відносинами трінтів у світі птаввів, коли розробляв відносини між гітанками (githyanki) та іллітідами (illithids) у книзі Advanced Dungeons & Dragons. Він стверджує, що його іллітіди (illithids) були надихнуті трінтами. 
Згадуючи Нівена, Олексій Паншин написав "жорсткий" огляд птаввів для fanzine і пізніше навів його як приклад посібника, як не треба писати роман. 
Сільвія Паркс-Браун зазначила: "людська природа і шляхи держав та їхнього озброєння, про що не сказав Нівен, значно змінюються в часі, віддаляючи нас від серії "Відомий космос". Якщо це так, то можна припустити з високою ймовірністю, що протягом десятиліть після закінчення "Птаввів", Земля і Пояс будуть дивитися один на одного у пошуках будь-яких слідів інших країн, вміння входити в атмосферу газового гіганта, відновлювати об'єкти з нього, тобто заволодіти Підсилювачем. Будь-яка ознака того, що інші могли б отримали такі потужності призведе до напруженості, загрози війни або фактичної "превентивної" війни. Крім того, як тільки стане відомо, що можливо розробити Телепатичний Підсилювач, обидві сторони почнуть впроваджувати секретні проєкти, спрямовані на розвиток його для себе — гонка озброєнь, що загрожує тотальною війною". 